# MTs-255
MTs-255 (tiếng Nga: МЦ-255) là loại súng shotgun ổ xoay khá độc đáo thiết kế bởi TSKIB SOO (một phần của Konstruktorskoe Buro Priborostroeniya (Конструкторское бюро приборостроения) tại Tula) để phục vụ cho thị trường dân sự trong lĩnh vực thể thao và săn bắn, tuy nhiên nó cũng được đặc mua để trang bị thử nghiệm cho một số lực lượng thi hành công vụ. Súng có bốn mẫu sử dụng bốn loại đạn shotgun phổ biến là 12, 20, 28, 32 và.410 gauge. MTs-255 cũng được dùng để xuất khẩu.

## Thiết kế
MTs-255 sử dụng cơ chế hoạt động kép với búa điểm hỏa và ổ đạn xoay. Thiết kế ổ xoay đã chúng minh được sự đáng tin của mình từ khá lâu. Ổ đạn được gắn vào thân súng một cách chắc chắn bằng một xi lanh. Khi muốn nạp đạn xạ thủ sẽ kéo mở một chốt nằm ở phía bên trái súng ngay phía sau ổ đạn, nút kéo này sẽ mở khóa xy lanh và xạ thủ sẽ kéo ổ đạn xuống một chút và đẩy sang bên trái tách ra khỏi khung súng, ổ đạn vẫn dính với khung súng qua một cái móc, xạ thủ sẽ lấy vỏ đạn cũ ra và cho những viên đạn mới vào sau đó đẩy ổ đạn trở về chỗ cũ. Góc của búa điểm hỏa khi vào vị trí sẵn sàng khai hỏa khá nhỏ so với các loại súng ổ quay khác, đặc điểm này cho phép súng có tốc độ tự động lên cò và bắn nhanh hơn tuy nhiên tốc độ bắn vẫn tùy thuộc nhiều vào kinh nghiệm của xạ thủ.
Hệ thống nhắm cơ bản của MTs-255 là điểm ruồi. Báng súng bằng gỗ có một miếng đệm nhựa ở cuối để giảm tác động của độ giật vào xạ thủ. Mẫu dành cho các lực lượng thi hành công vụ sử dụng báng súng gấp dạng ống làm bằng thép. Ngoài 4 mẫu cơ bản sử dụng bốn loại đạn thì còn có các mẫu sử dụng nòng ngắn của 4 mẫu này.